# Autoroute Tanger Med - Rabat
Pour les articles homonymes, voir Autoroute A5, A5 et Autoroute du Nord.

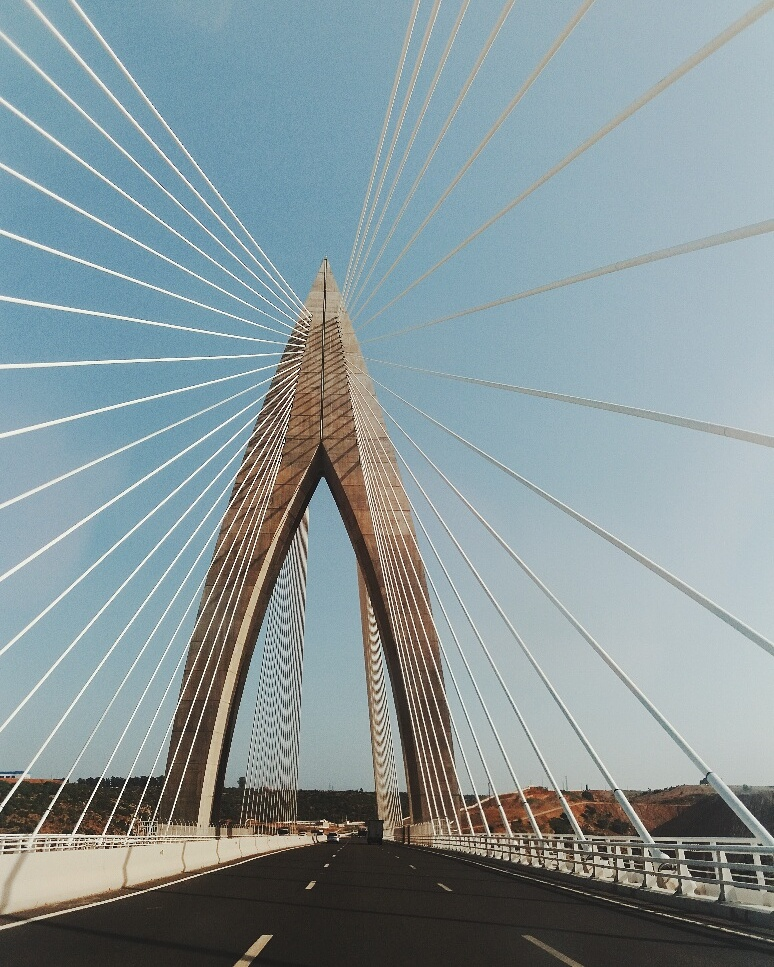
Pont Mohammed VI

L'autoroute A5 Tanger Med - Rabat ou autoroute du Nord est une autoroute marocaine ouverte à la circulation par étapes de 1995 à 2016. Située sur un axe autoroutier Nord-Sud, elle constitue le principal itinéraire du trafic routier de tourisme et de transport de marchandises entre l'Europe et le Maroc. Elle relie le port de Tanger Med, le plus grand port africain, à la ville de Tanger puis à la capitale Rabat. C'est dans cette autoroute où se situe le Pont Mohammed VI.

## Historique

### Tronçon Tanger Med - Tanger
Entre le port de Tanger Med et la ville de Tanger, l'autoroute de desserte portuaire de Oued Rmel, longue de 54 km, dessert les zones franches et logistiques associées au complexe portuaire. Il a nécessité un investissement de 4 milliards de dirhams et a été inaugurée le 25 mars 2008. Un nouvel échangeur a été inauguré le 27 juillet 2018 entre les échangeurs Tanger-Ouest et Tanger-Est pour desservir la commune de Aïn Dalia et surtout la commune de Bni Makada. Le coût de cette nouvelle sortie a nécessité 110 millions de dirhams.

### Tronçon Tanger - Rabat
Sur une grande partie du parcours Tanger - Rabat, l'autoroute est bordée par la côte Atlantique à l'Ouest et des forêts de différentes variétés d'arbres à l'Est. Elle dispose de plusieurs aires de service dont une aire de repos spécialement dédiée aux camions et équipée de personnel de sécurité et de caméras de surveillance. Elle est caractérisée par son large terre-plein central arboré de lauriers roses et autres arbustes limitant les nuisances lumineuses des voitures opposées. Certains tronçons de cette autoroute sont parmi les plus fréquentés au Maroc, notamment le tronçon Rabat-Kénitra (23 222 véhicules par jour en août 2014). Une nouvelle sortie "Al Massira" a été inaugurée le 7 janvier 2019 pour soulager le trafic sur les deux échangeurs mitoyens, Kénitra-Centre et Kénitra-Nord. Une autre a cette fois-ci été inaugurée le 2 septembre 2020 au nord de Larache, suivi d'une pénétrante de 1,5 km. Elle vise à assurer un accès direct à la station balnéaire Lixus ainsi qu’un deuxième accès nord pour desservir la ville de Larache. Le coût total de ces deux projets est de 180 millions de dirhams.

### Contournement de Rabat
Jusqu'en 2016, le transit autoroutier entre le nord-est de l'agglomération Rabat-Salé (Tanger ou Oujda) et le sud-ouest (Casablanca, Safi ou Agadir) passait par une Autoroute urbaine, la Autoroute A1. Un nouveau contournement autoroutier sur 36 km a permis de doubler celle-ci, soulageant ainsi les artères de la capitale par déviation du trafic de transit, et de mieux desservir les quartiers périphériques et la ville nouvelle de Tamesna.
Démarrée le 18 février 2011, sa construction a nécessité une enveloppe estimée à 3,2 milliard de MAD ainsi que la réalisation du monumental pont Mohammed VI sur l'Oued Bouregreg et d’une multitude d’ouvrages d’art, notamment seize passages inférieurs, quatorze passages supérieurs, sept passages véhicules et deux passages réservés aux piétons. Elle a été inaugurée le 7 juillet 2016.

## Financement
En 2007, le revenu des péages de cette route s’est élevé à 269 millions de dirhams (212 millions de MAD en 2006), occupant la 2e place dans la liste des principaux bénéficiaires au Maroc (le chiffre inclut la section Tétouan - M’diq de l'autoroute A7).
Chiffres relatifs aux investissements pour la construction de routes : (coûts par km. entre parenthèses)
- Desserte portuaire de Oued Rmel (Tanger - Port Tanger Med) : 3 930 millions de MAD (73 millions de MAD/km).
- Tanger - Assilah : 1 400 millions de MAD (47 millions de MAD/km).
- Assilah - Sidi El Yamani : 440 millions de MAD (30 millions de MAD/km).
- Sidi El Yamani - Larache : 400 millions de MAD (15 millions de MAD/km).
- Larache - Rabat : 1 800 millions de MAD (13 millions de MAD/km).
- Contournement de Rabat : 3 200 millions de MAD (78 millions de MAD/km).

TOTAL : 11,170 milliards de MAD.

## Trafic

### Rabat - Kenitra
- 2022 : 26 909 véhicules véhicules/jour[13]

### Tanger - Kenitra
- 2022 : 14 449 véhicules véhicules/jour[13]

## Tracé
| Nom inaugural | Nom actuel | Section                      | État (2020)       | Longueur |
| ------------- | ---------- | ---------------------------- | ----------------- | -------- |
| A 4           | A5         | Port Tanger Med – Tanger-Est | En service (2008) | 31 km    |
| A 4           | A5         | Contournement de Tanger      | En service (2007) | 23 km    |
| A 1           | A501       | Pénétrante de Tanger-Ouest   | En service (2005) | 2 km     |
| A 1           | A5         | Tanger-Ouest – Assilah       | En service (2005) | 28 km    |
| A 1           | A5         | Assilah – Sidi Lyamani       | En service (2002) | 15 km    |
| A 1           | A5         | Sidi Lyamani – Larache       | En service (1999) | 28 km    |
| A 1           | A5         | Larache – Kénitra-Nord       | En service (1996) | 110 km   |
| A 1           | A5         | Kénitra-Nord – Salé          | En service (1995) | 40 km    |
| A5            | A5         | Contournement de Rabat-Salé  | En service (2016) | 41 km    |

## Sorties
| Élément                                      | Kilomètre                                    | Itinéraire | Routes                                       |
| Section en 2x2 voies : 265 km                | Section en 2x2 voies : 265 km                | Section en 2x2 voies : 265 km                                                                                   | Section en 2x2 voies : 265 km                |
| Tronçon Port Tanger Med - Tanger Est : 27 km | Tronçon Port Tanger Med - Tanger Est : 27 km | Tronçon Port Tanger Med - Tanger Est : 27 km                                                                    | Tronçon Port Tanger Med - Tanger Est : 27 km |
| -------------------------------------------- | -------------------------------------------- | --- | -------------------------------------------- |
| Échangeur entre A5 et N16                    | km 0                                         | مـيـناء طنـجة الـمـتـوسط تـــطــــوان Port Tanger Med Tétouan                                                   | N16                                          |
| Aire de repos · 54                           | km 4                                         | بـاحـة الاستــراحة Aire de repos                                                                                |                                              |
| Aire de repos · 54                           | km 4                                         | القصـر الصغير Ksar Sghir                                                                                        |                                              |
| Péage · 517                                  | km 17                                        | Gare de péage de Melloussa مـلــوســة Melloussa                                                                 | 4613                                         |
| Aire de service                              | km 24                                        | Aire de service Tanger                                                                                          |                                              |
| Contournement de Tanger : 23 km              |                                              | |                                              |
| 527                                          | km 27                                        | شــرق طــنــجـة تـــطــــوان مـيـناء طنـجة المديـنـة - طريـفة Tanger Est Tétouan Port Tanger Ville - Tarifa     | N2                                           |
| 538                                          | km 38                                        | عيـن الـدالـية وسط طنجـة Ain Dalia Tanger Centre                                                                | 4602                                         |
| Échangeur entre A5 et A501                   | km 50                                        | غرب طنـجـة Tanger Ouest                                                                                         | A501                                         |
| Tanger Ouest - Rabat : 220 km                |                                              | |                                              |
| Aire de repos                                | km 53                                        | Aire de repos pour l'accueil des MRE                                                                            |                                              |
| Oued                                         |                                              | Oued Tahaddart                                                                                                  |                                              |
| Oued                                         |                                              | Oued El Hachef                                                                                                  |                                              |
| Oued                                         |                                              | Oued Gharifa |                                              |
| Oued                                         |                                              | Oued |                                              |
| Aire de service                              | km 76                                        | Aire de service Assilah                                                                                         |                                              |
| Oued                                         |                                              | Oued Lahlou |                                              |
| 578                                          | km 78                                        | أصـيـلـة Assilah                                                                                                |                                              |
| 592                                          | km 92                                        | تـطــوان عبر ط ج 417 سـبـتــة Tétouan par 417 Sebta                                                             | 417                                          |
| 5110                                         | km 110                                       | شمال العرائش المحطة السياحية ليكسوس Larache Nord Station balnéaire Lixus                                        | 4402                                         |
| Oued                                         |                                              | Oued Loukous |                                              |
| Aire de service                              | km 116                                       | Aire de service Larache                                                                                         |                                              |
| 5119                                         | km 119                                       | العـرائـش القـصر الكـبـيـر وزان Larache Ksar El Kébir Ouezzane                                                  | N1A                                          |
| Oued                                         |                                              | Oued Soueir |                                              |
| Aire de service                              | km 148                                       | Aire de service Moulay Bousselham                                                                               |                                              |
| 5152                                         | km 152                                       | مــولاي بـوسـلـهـام ســـوق الأربــعـــاء وزان شــفــشــاون Moulay Bousselham Souk El Arbaa Ouezzane Chefchaouen | N27                                          |
| Aire de service                              | km 183                                       | Aire de service M'Nasra                                                                                         |                                              |
| 5185                                         | km 185                                       | سيـدي علال التازي Sidi Allal Tazi                                                                               | 4214 4234                                    |
| Oued                                         |                                              | Oued Sebou |                                              |
| Péage                                        | km 220                                       | Gare de péage de Kénitra Nord                                                                                   |                                              |
| 5224                                         | km 224                                       | شـمال الــقــنــيـطـرة فـــــــاس سيـــدي قــاسـم عبـــــر ط و رقــم 4 Kénitra Nord Fès Sidi Kacem via la N4    | N4                                           |
| 5232                                         | km 232                                       | المسيرة شرق القنيطرة Al Massira Kénitra Est                                                                     | 4268                                         |
| 5236                                         | km 236                                       | وسـط الـقـنـيـطــرة الخـمـيـسـات سيدي علال البــحراوي Kénitra Centre Khémisset Sidi Allal El Bahraoui           | 405                                          |
| Péage · Aire de service                      | km 236                                       | Gare de péage de Kénitra Centre Aire de service Kénitra                                                         |                                              |
| 5256                                         | km 256                                       | سيـدي بوقنادل Sidi Bouknadel                                                                                    | 4002                                         |
| Section allant de 2x3 à 2x4 voies : 13 km    |                                              | |                                              |
| 5265A                                        | km 265                                       | مــطــار الــربــاط ســلا ســلا الــربــاط Aéroport Rabat Salé Salé Rabat                                       | N6                                           |
| Échangeur entre A5 et A2 · 5265B             | km 265                                       | فــاس وجــدة Fès Oujda                                                                                          | A2                                           |
| 5268                                         | km 268                                       | شمال تيكنـوبـوليس Technopolis Nord                                                                              |                                              |
| Échangeur entre A5 et Rocade 1 · 5270        | km 270                                       | أكاديمية مجمد السادس لكرة القدم Académie Mohammed VI de football سلا الجديـدة الـــربــاط Sala Al Jadida Rabat  | Rocade 1 de Rabat-Salé                       |
| Contournement de Rabat : 38 km               |                                              | |                                              |
| 5271                                         | km 271                                       | سلا الجديـدة جنوب تيكنـوبـوليس Sala Al Jadida Technopolis Sud                                                   | 4008                                         |
| Péage                                        | km 272                                       | Gare de péage de Sala Al Jadida                                                                                 |                                              |
| Pont Oued                                    | km 276                                       | Pont Mohammed VI Oued Bouregreg                                                                                 |                                              |
| Section en 2x2 voies : 30 km                 |                                              | |                                              |
| 5279                                         | km 279                                       | أم عــــــزة Oum Azza                                                                                           | 4025                                         |
| Aire de service                              | km 280                                       | Aire de service El Menzeh                                                                                       |                                              |
| 5289                                         | km 289                                       | الـمـنـزه الــرباط السويسي عين عــودة El Menzeh Rabat Souissi Ain Aouda                                         | N25                                          |
| 5295                                         | km 295                                       | تـامـسـنا سيدي يحيى زعـير تمــارة Tamesna Sidi Yahya Zaër Temara                                                | 403                                          |
| Échangeur entre A5 et A1 · Fin d'autoroute   | km 308                                       | الصخـيرات الدار الـبـيضـاء Skhirat Casablanca                                                                   | A1                                           |

## Détail des aires d'autoroutes
| Commentaire | Autres                                                                            | Restauration | Carburant                                | Équipement aire de repos                 | Localisation                              | Type                                                                   | Aire                                                                                            | Type                                                                                            | Localisation                                             | Équipement aire de repos     | Carburant                    | Restauration                                                                     | Autres                                                                                     | Commentaire                                                |
| Vers Rabat | Vers Rabat                                                                        | Vers Rabat | Vers Rabat                               | Vers Rabat                               | Vers Rabat                                | Vers Rabat                                                             | Aire                                                                                            | Vers le Port Tanger Med                                                                         | Vers le Port Tanger Med                                  | Vers le Port Tanger Med      | Vers le Port Tanger Med      | Vers le Port Tanger Med                                                          | Vers le Port Tanger Med                                                                    | Vers le Port Tanger Med                                    |
| --- | --------------------------------------------------------------------------------- | --- | ---------------------------------------- | ---------------------------------------- | ----------------------------------------- | ---------------------------------------------------------------------- | ----------------------------------------------------------------------------------------------- | ----------------------------------------------------------------------------------------------- | -------------------------------------------------------- | ---------------------------- | ---------------------------- | -------------------------------------------------------------------------------- | ------------------------------------------------------------------------------------------ | ---------------------------------------------------------- |
| Aire dédiée au MRE (Marocains résidents à l'étranger) | Bureaux de conseils et d'orientation                                              | |                                          | Oui                                      | km 4 (Accessible par la 54 de Ksar Sghir) | Aire de repos Ksar Sghir de la Fondation Mohammed V pour la solidarité | Aire de repos Ksar Sghir de la Fondation Mohammed V pour la solidarité                          | Aire de repos Ksar Sghir de la Fondation Mohammed V pour la solidarité                          | Même aire pour les deux sens                             | Même aire pour les deux sens | Même aire pour les deux sens | Même aire pour les deux sens                                                     | Même aire pour les deux sens                                                               | Même aire pour les deux sens                               |
| | Aire de jeux, mosquée, services auto                                              | Restaurant + Boutique Bonjour                                                                                           | TotalEnergies                            | Oui                                      | km 24 (3 km avant Tanger-Est)             | Aire de service Tanger                                                 | Aire de service Tanger                                                                          | Aire de service Tanger                                                                          | km 24 (3 km après Tanger-Est)                            | Oui                          | Shell                        | Restaurant Brioche Dorée + Boutique ShellSelect                                  | Aire de jeux, mosquée, borne de recharge pour voitures électriques                         |                                                            |
| Aire uniquement présente vers Tanger Med | Aire uniquement présente vers Tanger Med                                          | Aire uniquement présente vers Tanger Med                                                                                | Aire uniquement présente vers Tanger Med | Aire uniquement présente vers Tanger Med | Aire uniquement présente vers Tanger Med  | Aire uniquement présente vers Tanger Med                               | Aire de repos Méditerranée de la Fondation Mohammed V pour la solidarité pour l'accueil des MRE | Aire de repos Méditerranée de la Fondation Mohammed V pour la solidarité pour l'accueil des MRE | km 53 (3 km avant l'échangeur A5 - A501 de Tanger-Ouest) | Oui                          |                              |                                                                                  | Bureaux de conseil et d'orientation                                                        | Aire dédiée aux MRE                                        |
| | Aire de jeux, mosquée                                                             | Restaurant Oasis Café + Boutique MiniBrahim                                                                             | Afriquia                                 | Oui                                      | km 76 (2 km avant Assilah)                | Aire de service                                                        | Aire d'Assilah                                                                                  | Parking sécurisé pour poids lourds                                                              | km 76 (2 km après Assilah)                               | Oui                          |                              |                                                                                  |                                                                                            |                                                            |
| Station au concept Mobility : une offre multi-service pour les automobilistes. Une station écoresponsable (60 panneaux solaires couvrant 30% de l'énergie nécessaire) | Aire de jeux, mosquée, borne de recharge pour voitures électriques, services auto | Cafétéria + Restaurant + Boutique Bonjour, Énergie, Mobilité Restaurant Burger King Restaurant Dar Dyafa Café Starbucks | TotalEnergies                            | Oui                                      | km 116 (3 km avant Larache)               | Aire de service Larache                                                | Aire de service Larache                                                                         | Aire de service Larache                                                                         | km 116 (3 km après Larache)                              | Oui                          | Afriquia                     | Restaurant Oasis Café + Boutique MiniBrahim Restaurant McDonald's                | Aire de jeux, mosquée, services auto                                                       |                                                            |
| Aire rouverte en 2021 après rénovation | Aire de jeux, mosquée, borne de recharge pour voitures électriques                | Restaurant Oasis Café + Boutique MiniBrahim                                                                             | Afriquia                                 | Oui                                      | km 148 (4 km avant Moulay Bousselham)     | Aire de service Moulay Bousselham                                      | Aire de service Moulay Bousselham                                                               | Aire de service Moulay Bousselham                                                               | km 148 (4 km après Moulay Bousselham)                    | Oui                          | Winxo                        | Restaurant + Boutique WinShop                                                    | Aire de jeux, mosquée, vente de tickets ferry                                              |                                                            |
| | Aire de jeux, mosquée, borne de recharge pour voitures électriques, services auto | Cafétéria + Restaurant + Boutique Bonjour                                                                               | TotalEnergies                            | Oui                                      | km 183 (2 km avant Sidi Allal Tazi)       | Aire de service M'Nasra                                                | Aire de service M'Nasra                                                                         | Aire de service M'Nasra                                                                         | km 183 (2 km après Sidi Allal Tazi)                      | Oui                          | Afriquia                     | Restaurant Oasis Café + Boutique MiniBrahim                                      | Aire de jeux, mosquée, vente de tickets ferry                                              |                                                            |
| Serrer à droite au péage pour pouvoir accéder à l'aire | Aire de jeux, mosquée, borne de recharge pour voitures électriques                | Restaurant Oasis Café + Boutique MiniBrahim                                                                             | Afriquia                                 | Oui                                      | km 236 (juste après Kénitra-Centre)       | Aire de service Kénitra                                                | Aire de service Kénitra                                                                         | Aire de service Kénitra                                                                         | km 236 (juste après la gare de péage de Kénitra-Centre)  | Oui                          | Shell                        | Restaurant + Boutique ShellSelect                                                | Aire de jeux, mosquée, borne de recharge pour voitures électriques, vente de tickets ferry | Serrer à droite au péage pour pouvoir accéder à l'aire     |
| Même aire pour les deux sens | Même aire pour les deux sens                                                      | Même aire pour les deux sens                                                                                            | Même aire pour les deux sens             | Même aire pour les deux sens             | km 281 (2 km après Oum Azza)              | Aire de service El Menzeh                                              | Aire de service El Menzeh                                                                       | Aire de service El Menzeh                                                                       | km 281 (2 km avant Oum Azza)                             | Oui                          | TotalEnergies                | Cafétéria + Restaurant La Croissanterie + Boutique Bonjour Tajine Café Starbucks | Aire de jeux, mosquée, borne de recharge pour voitures électriques, services auto          | Même aire pour les 2 sens : possibilité de faire demi-tour |

## Distance et durée des trajets autoroutiers

### Depuis le portTanger Medaux sorties
| Trajet                              | Distance | Durée |
| ----------------------------------- | -------- | ----- |
| Tanger Med - Ksar Sghir             | 4 km     | 0h03  |
| Tanger Med - Meloussa               | 17 km    | 0h13  |
| Tanger Med - Tanger-Est             | 27 km    | 0h20  |
| Tanger Med - Tanger-Ain Dalia       | 38 km    | 0h26  |
| Tanger Med - Tanger-Ouest (A501)    | 51 km    | 0h35  |
| Tanger Med - Assilah                | 78 km    | 0h50  |
| Tanger Med - Sidi El Yamani         | 92 km    | 0h56  |
| Tanger Med - Lixus                  | 110 km   | 1h05  |
| Tanger Med - Larache                | 119 km   | 1h10  |
| Tanger Med - Moulay Bousselham      | 152 km   | 1h26  |
| Tanger Med - Sidi Allal Tazi        | 185 km   | 1h43  |
| Tanger Med - Kénitra-Nord           | 224 km   | 2h04  |
| Tanger Med - Al Massira             | 232 km   | 2h09  |
| Tanger Med - Kénitra-Centre         | 236 km   | 2h10  |
| Tanger Med - Sidi Bouknadel         | 256 km   | 2h23  |
| Tanger Med - Salé (A2)              | 265 km   | 2h28  |
| Tanger Med - Technopolis-Nord       | 268 km   | 2h31  |
| Tanger Med - Rocade 1 de Rabat-Salé | 270 km   | 2h32  |
| Tanger Med - Technopolis-Sud        | 271 km   | 2h33  |
| Tanger Med - Oum Azza               | 279 km   | 2h40  |
| Tanger Med - El Menzah              | 289 km   | 2h45  |
| Tanger Med - Tamesna                | 295 km   | 2h50  |
| Tanger Med - Témara (A1)            | 308 km   | 2h55  |

### Depuis l’échangeurA1/A5deTémaraaux sorties
| Trajet                       | Distance | Durée |
| ---------------------------- | -------- | ----- |
| Témara - Tamesna             | 12 km    | 0h09  |
| Témara - El Menzah           | 18 km    | 0h13  |
| Témara - Oum Azza            | 28 km    | 0h18  |
| Témara - Technopolis-Sud     | 37 km    | 0h24  |
| Témara - Technopolis-Nord    | 40 km    | 0h27  |
| Témara - Salé (A2)           | 43 km    | 0h28  |
| Témara - Sidi Bouknadel      | 52 km    | 0h35  |
| Témara - Kénitra-Centre      | 70 km    | 0h47  |
| Témara - Al Massira          | 76 km    | 0h50  |
| Témara - Kénitra-Nord        | 86 km    | 0h55  |
| Témara - Sidi Allal Tazi     | 123 km   | 1h19  |
| Témara - Moulay Bousselham   | 156 km   | 1h36  |
| Témara - Larache             | 189 km   | 1h52  |
| Témara - Lixus               | 196 km   | 1h57  |
| Témara - Sidi El Yamani      | 216 km   | 2h09  |
| Témara - Assilah             | 230 km   | 2h17  |
| Témara - Tanger-Ouest (A501) | 257 km   | 2h30  |
| Témara - Tanger-Ain Dalia    | 270 km   | 2h40  |
| Témara - Tanger-Est          | 277 km   | 2h47  |
| Témara - Meloussa            | 291 km   | 2h53  |
| Témara - Ksar Sghir          | 304 km   | 3h00  |
| Témara - Tanger Med          | 308 km   | 3h02  |

## Galerie de photographies

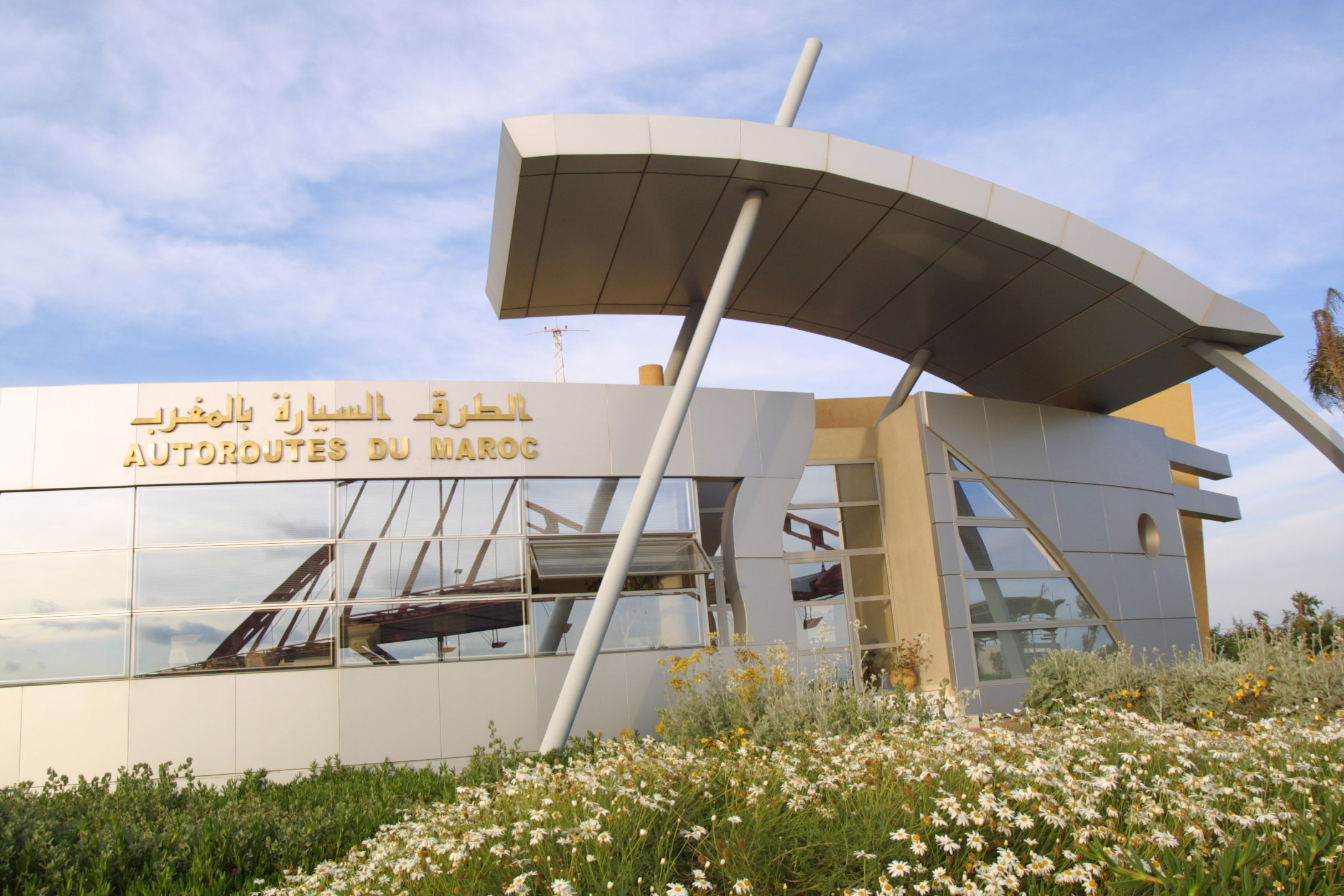
Siège ADM